# Hoppes Braunwurz
Hoppes Braunwurz (Scrophularia juratensis) ist eine Pflanzenart aus der Gattung der Braunwurzen (Scrophularia) in der Familie der Braunwurzgewächse (Scrophulariaceae). Sie wird auch als Unterart Scrophularia canina subsp. hoppii (W.D.J. Koch) P.Fourn. zur Hunds-Braunwurz gestellt.

## Merkmale
Hoppes Braunwurz ist eine ausdauernde krautige Pflanze, die Wuchshöhen bis 50 Zentimeter erreicht. Der „Wurzelstock“ ist fleischig. Die lockere Blattrosette besteht aus Grundblättern, die lang gestielt, doppelt fiederteilig und kahl sind. Die Blattspreite ist eiförmig und bis zu 10 Zentimeter lang. Die gegenständigen Stängelblätter sind kürzer gestielt und oben sitzend. 
Der Blütenstand  ist langgestreckt und besteht unten aus gegenständigen sowie oben aus wechselständigen gabelig verzweigten Teilblütenständen. Die Blütenstiele weisen gestielte Drüsen auf. Die vierzählige Blüte ist deutlich zweilippig und weist eine Länge von bis zu 5 Millimeter auf. Die Kelchzipfel sind weiß berandet. Die vier Kronblättern sind rotbraun. Die Oberröhre ist so groß wie die Kronröhre, hat einen fadenförmigen Fortsatz und ist zweilappig. Die Unterlippe ist einfach und eingerollt. Es sind vier unterschiedlich lange Staubblätter vorhanden, von denen zwei aus der Krone herausragen.
Die Blütezeit reicht von Juni bis August.
Die Chromosomenzahl beträgt 2n = 24.

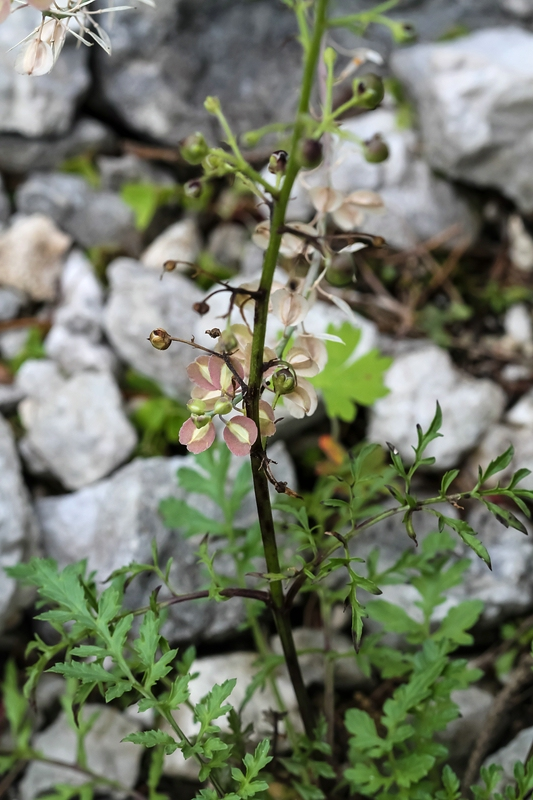
Hoppes Braunwurz (Scrophularia juratensis)

## Vorkommen
Hoppes Braunwurz kommt in den Gebirgen Südeuropas und des südlichen Mitteleuropas, sowie in den Südalpen an trockenen, sonnigen Plätzen, auf Felsschutt und in Felsritzen in Höhenlagen von 1000 bis 2000 Meter vor. Die Art ist verbreitet. Ihr Verbreitungsgebiet umfasst Frankreich, Italien, Slowenien, Kroatien, Serbien, Österreich und die Schweiz.